# Église Saint-Médard de Courtry
L’église Saint-Médard est  située à Courtry dans le département français de Seine-et-Marne, en région Île-de-France.

## Historique
C’est grâce à l’étude approfondie de 2 piliers ronds que la construction d’origine de l’édifice fut établie au XIe siècle, alors que, pendant longtemps, les historiens situaient sa création au XIIIe siècle. 
La majorité de l’église fut reconstruite au XVIe siècle. 
Après les dégâts subis par l'explosion et la destruction  du fort de Vaujours par les Allemands en août 1944, de gros travaux de restauration furent entrepris.
En 1971, un arrêté de péril pris par la municipalité de Courtry ordonne la fermeture de l’église. Sa destruction est envisagée mais ne se fera pas.
Depuis le 18 février 1975, l’église est inscrite au titre des monuments historiques.
En 2002, une 2e  campagne de restauration fut engagée.

## Rattachement
L'église fait partie de la paroisse « Saint-Médard » (Secteur : Le Plateau) qui est rattachée au diocèse de Saint-Denis depuis 2008.

## Architecture
L’église est «orientée» et de plan allongé, avec une  nef à 2 vaisseaux et voûtes d'ogives. 
Le chevet plat au sud, est accolé à un petit corps de bâtiment (sacristie).avec une toiture en appentis et à croupe. Au dessus, se situe une tour-clocher avec une chambre de cloches pourvue d'abat-sons. La cloche a été bénie en 1769 et nommée Adrienne-Louise. Sa toiture à 4 pans est coiffée d'un épi de faîtage. 
Un portail rectangulaire et épaulé par un contrefort à ressauts perce la façade à pignon sur laquelle est accolée une galerie suspendue sur poteaux servant de passage pour des dépendances mitoyennes.
Les murs latéraux sont percés par des baies en arc brisé. 
L’édifice a une toiture à double-pente.